# Giardini Savorgnan
Les  Giardini Savorgnan (en français, les jardins Savorgnan) est un jardin public de Venise d'une superficie de 9 500 m2 environ, situé dans le sestiere Cannaregio.

## Histoire
Les jardins Savorgnan se trouvent à  S. Geremia, dans le quartier de Cannaregio et fait partie intégrante, bien que maintenant la propriété
Ville de Venise, du palais Savorgnan pour lequel ils ont été conçus. Le palais a été construit sur les plans de l’architecte  Giuseppe Sardi (1624-1699).  Le jardin initial a été élargi en 1752 et décoré de statues, de vases, d'agrumes.

## Galerie

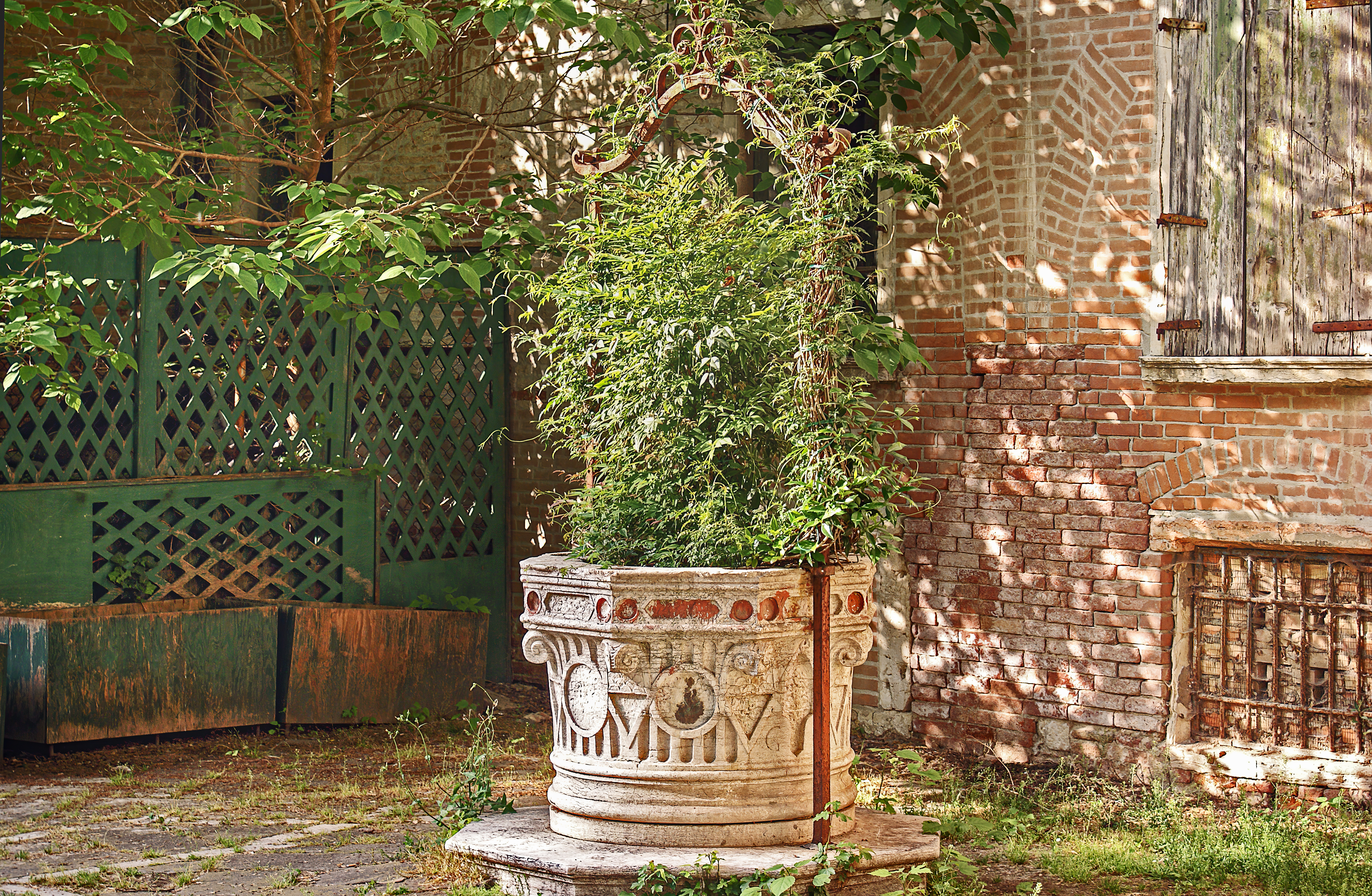
Puits dans le jardin Savorgnan.
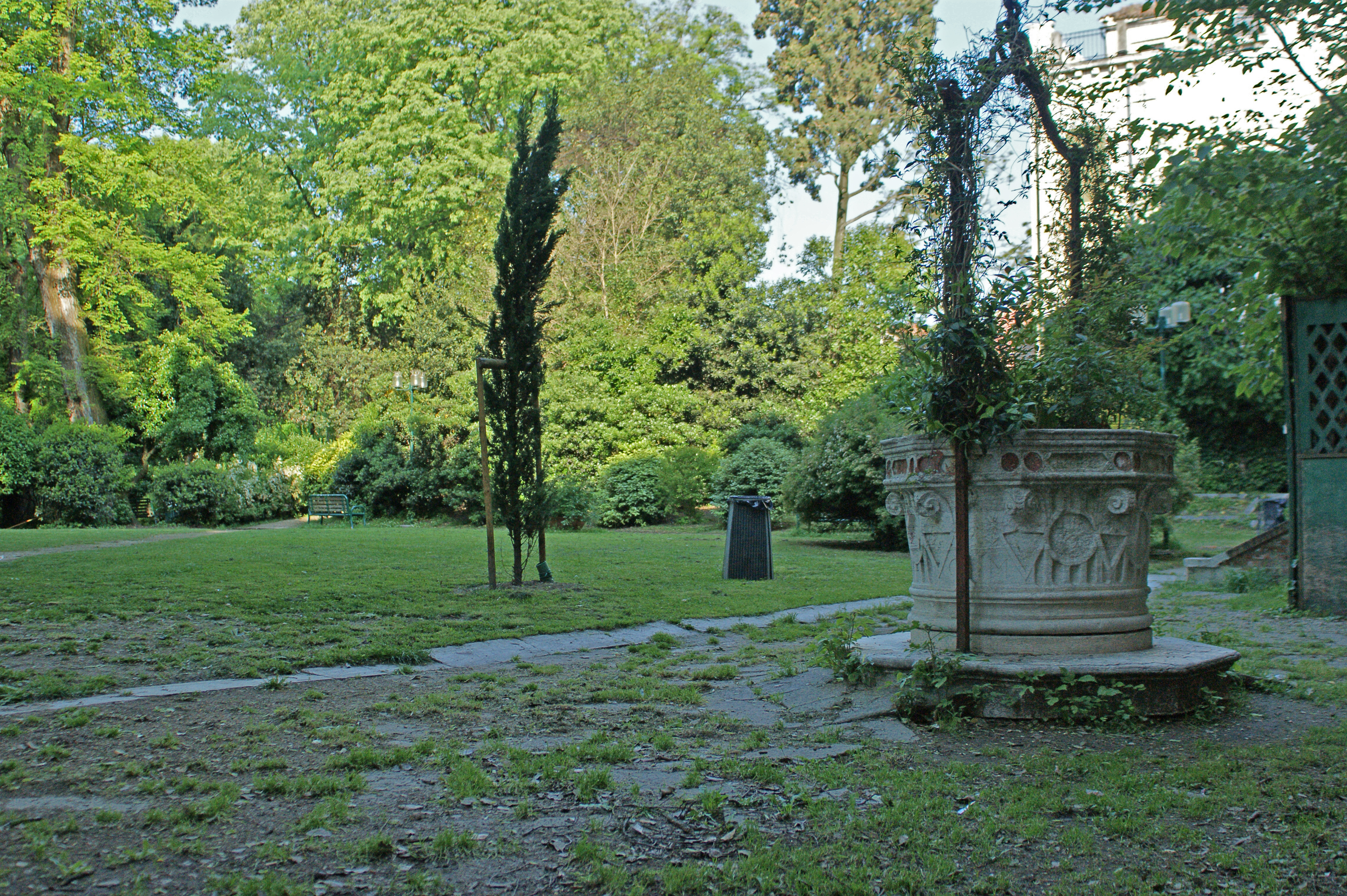
Puits dans le jardin Savorgnan.
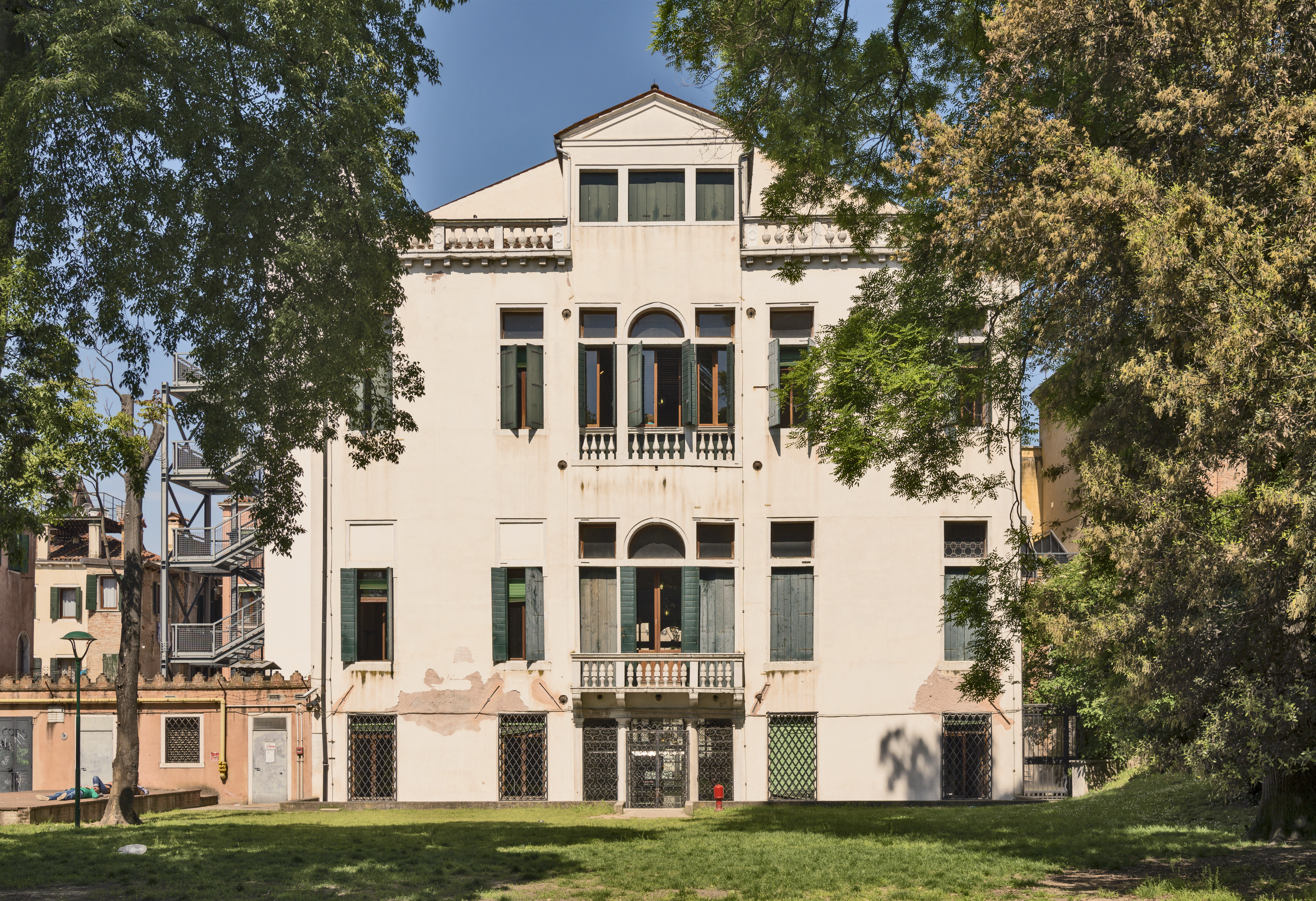
Palazzo Savorgnan, façade arrière.
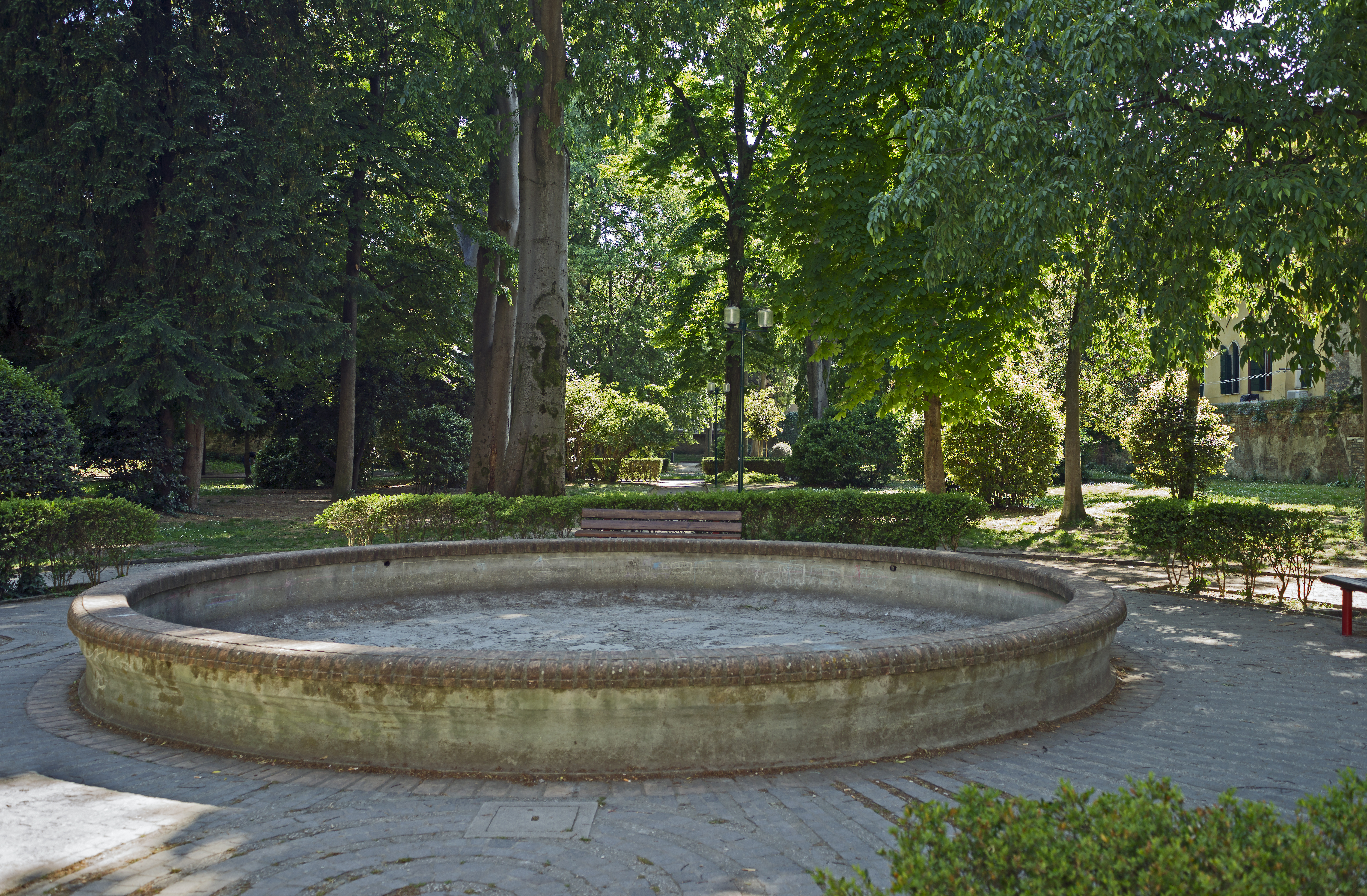
Le bassin
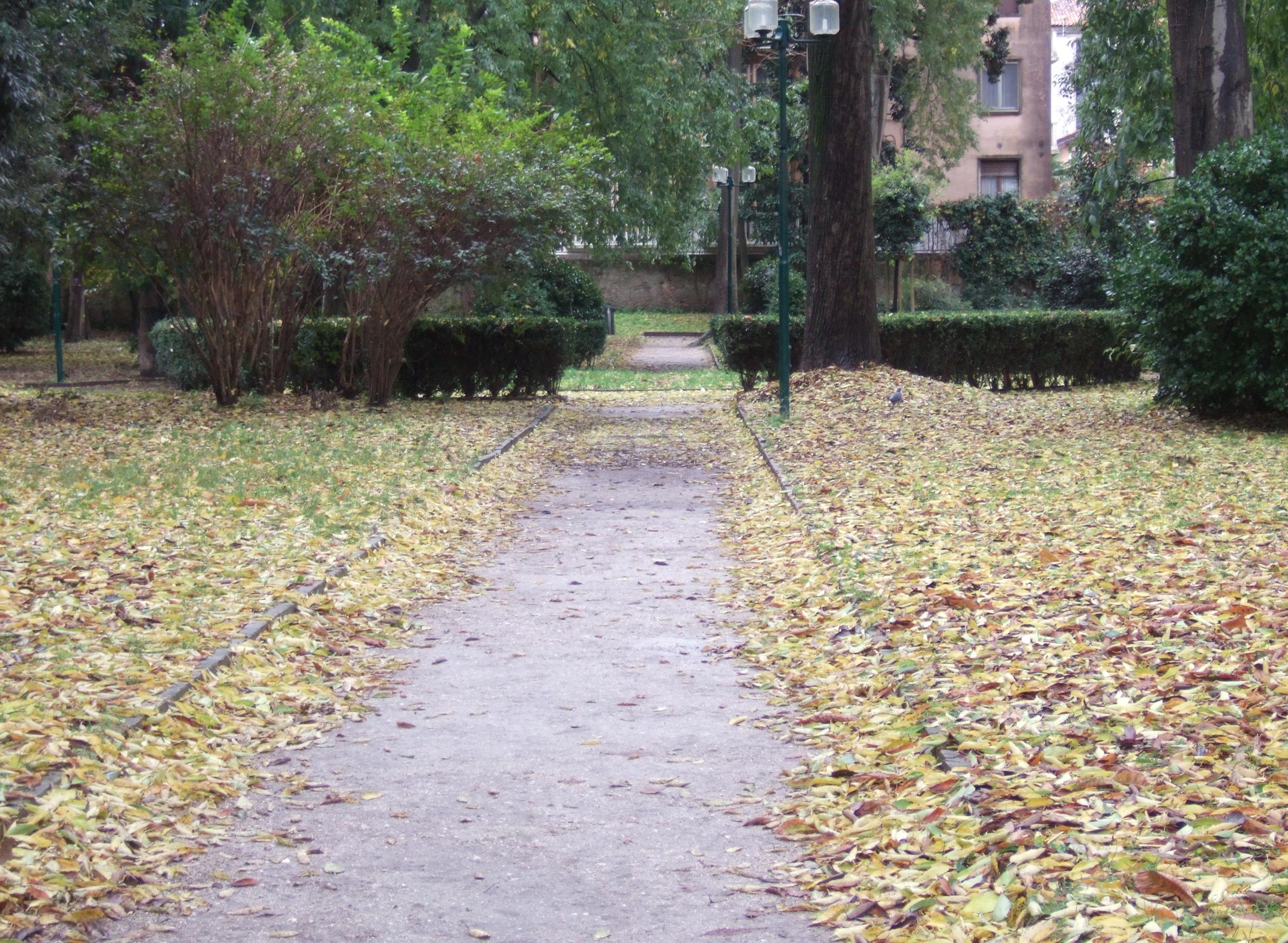

## Articles liés
- Giardini Papadopoli

## Sources et références
- Maria Marzi, Giardini di Venezia